# Arcidiecéze Lubango
Arcidiecéze Lubango je římskokatolická arcidiecéze nacházející se v Angole.

## Území
Arcidiecéze zahrnuje provincii Huíla.
Arcibiskupským sídlem je město Lubango, kde se také nachází hlavní chrám arcidiecéze Katedrála svatého Josefa.
Rozděluje se do 29 farností. K roku 2004 měla: 1 521 804 věřících, 47 diecézních kněží, 25 řeholních kněží, 28 řeholníků a 206 řeholnic.

## Historie
Dne 27. července 1955 byla bulou Ad Christi evangelium papeže Pia XII. zřízena diecéze Sá da Bandeira, z části území diecéze Nova Lisboa. Původně byla sufragánnou arcidiecéze Luanda.
Dne 10. srpna 1975 byly z její části vytvořeny nové diecéze Serpa Pinto a Pereira de Eça.
Dne 3. února 1977 byla bulou Qui divino consilio papeže Pavla VI. povýšena na metropolitní arcidiecézi se současným jménem.
Dne 21. března 2009 byla z další části vytvořena diecéze Namibe.

## Seznam biskupů a arcibiskupů
- Altino Ribeiro de Santana (1955–1972)
- Eurico Dias Nogueira (1972–1977)
- Alexandre do Nascimento (1977–1986)
- Manuel Franklin da Costa (1986–1997)
- Zacarias Kamwenho (1997–2009)
- Gabriel Mbilingi, C.S.Sp. (od 2009)